# Lista de unidades federativas do Brasil por favelização
Esta é uma lista das unidades federativas mais favelizadas do Brasil, isto é, o índice ou porcentagem de pessoas residentes em "Favelas e Comunidades Urbanas" no número da população total de cada estado brasileiro. Os dados foram divulgados pelo Instituto Brasileiro de Geografia e Estatística (IBGE) em 2024 referentes ao Censo Demográfico de 2022. O Amazonas se destaca como o estado com o maior percentual de moradores em favelas e comunidades urbanas em todo o território nacional, com 34,7% da população (1 368 093 de residentes em favelas), seguido do Amapá (24,4%) e do Pará (18,8%). Por outro lado, em números totais de quantidade de favelas, São Paulo, o estado mais populoso do país, possui 3,1 mil (8,2% do total de sua população vivem nelas), seguido do Rio de Janeiro, com 1,7 mil (13,3%), e Pernambuco, com 849 (12%).

## Percentual de pessoas residentes em Favelas e Comunidades Urbanas no total da população

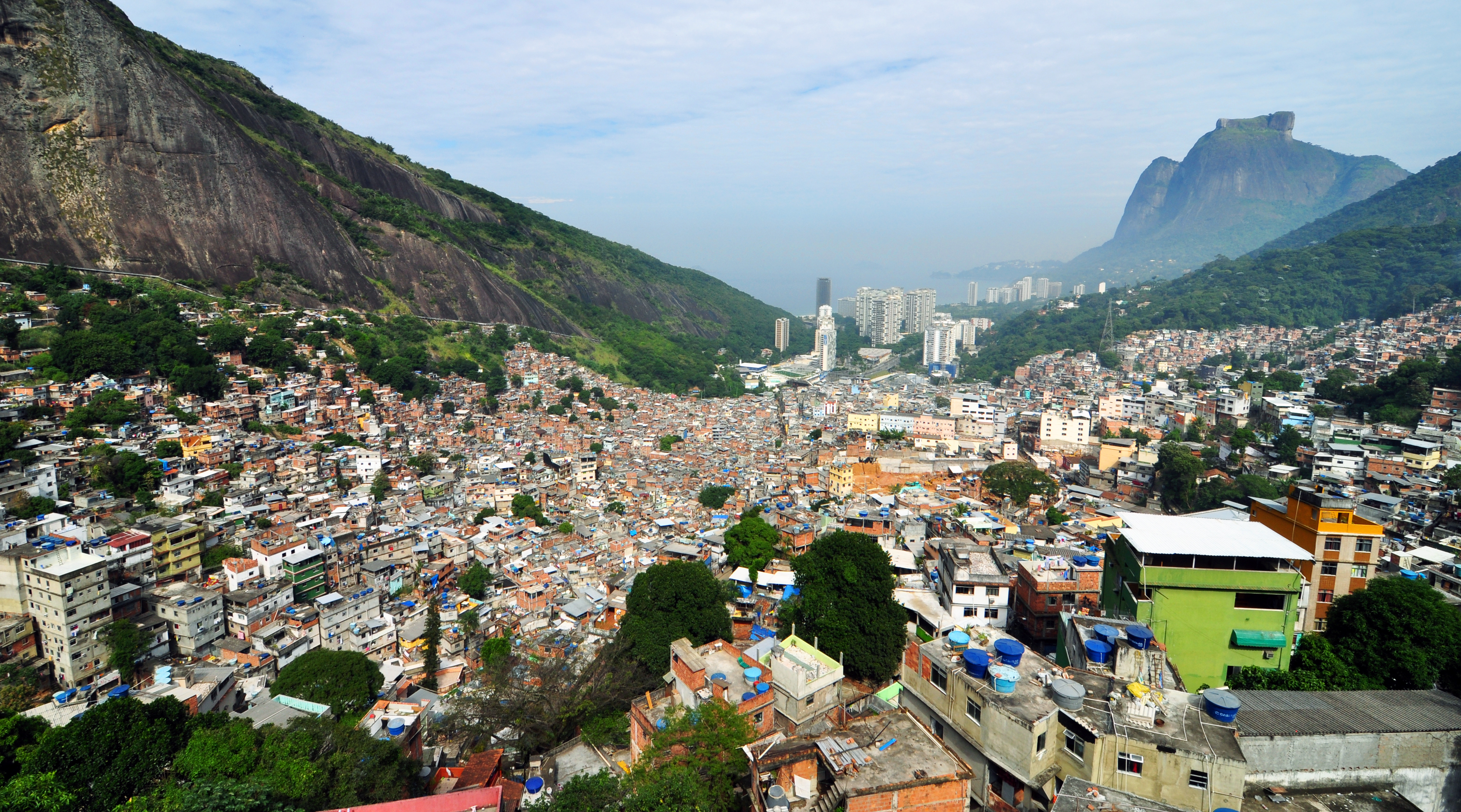
Rocinha, no Rio de Janeiro, é a favela mais populosa do país

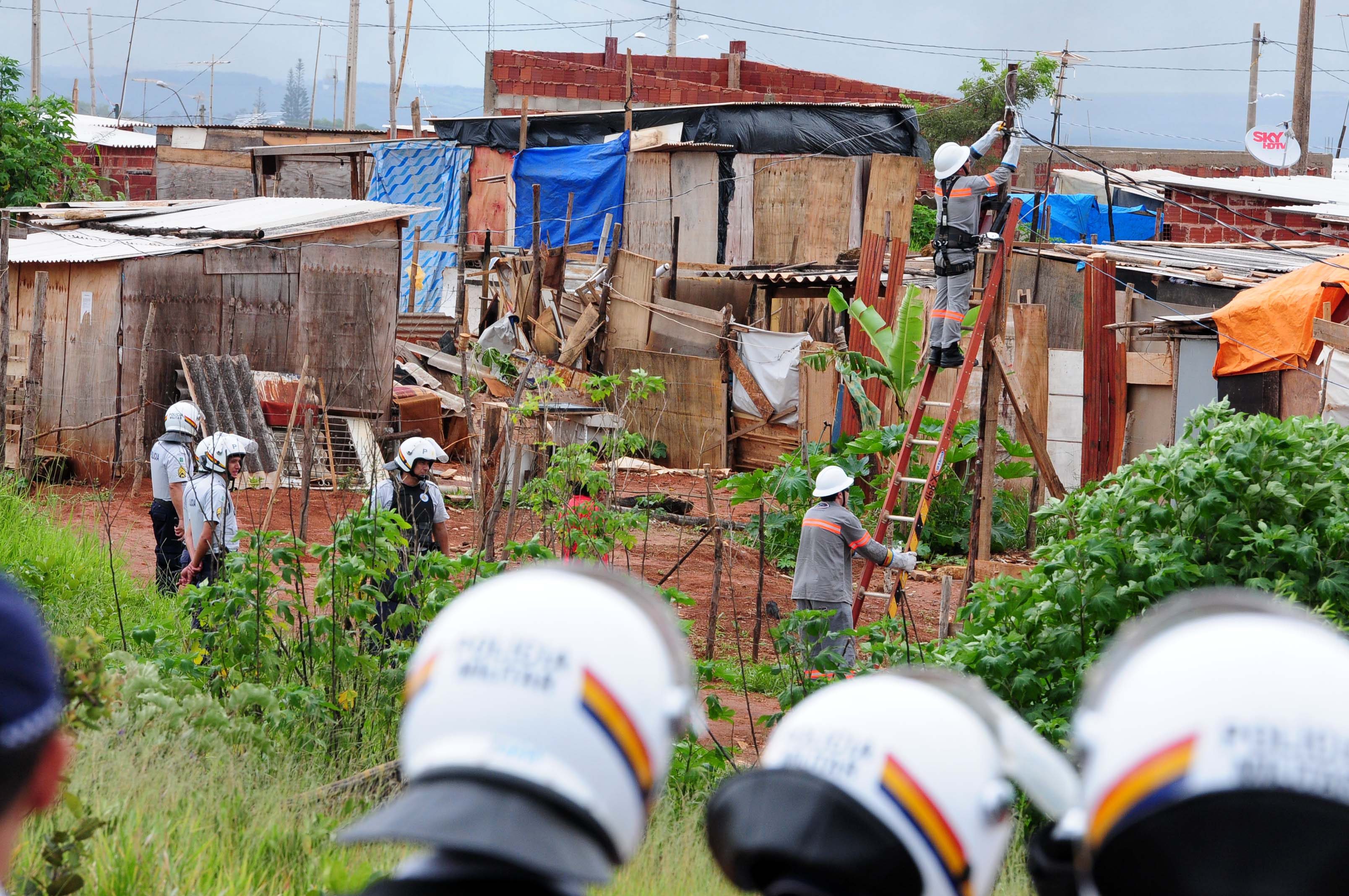
Sol Nascente, em Brasília, é a segunda mais populosa

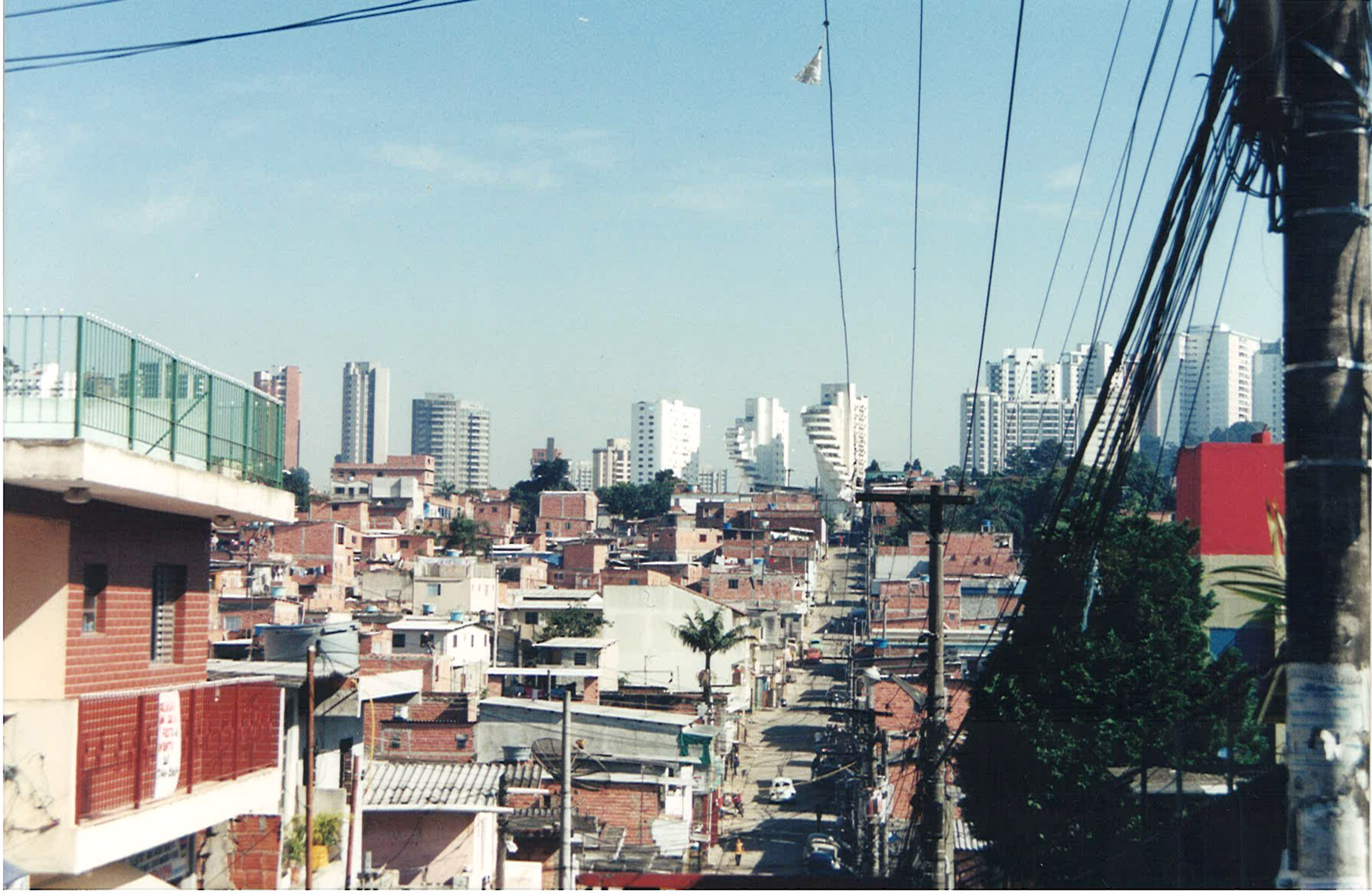
Paraisópolis, em São Paulo, é a terceira mais populosa

| Posição | Unidade federativa  | Quantidade de pessoas residentes em Favelas e Comunidades Urbanas | Percentual de pessoas residentes em Favelas e Comunidades Urbanas | Ref   |
| ------- | ------------------- | ----------------------------------------------------------------- | ----------------------------------------------------------------- | ----- |
| 1.ª     | Amazonas            | 1 368 093                                                         | 34,7                                                              | [ 3 ] |
| 2.ª     | Amapá               | 179 280                                                           | 24,4                                                              | [ 3 ] |
| 3.ª     | Pará                | 1 523 608                                                         | 18,8                                                              | [ 3 ] |
| 4.ª     | Espírito Santo      | 598 377                                                           | 15,6                                                              | [ 3 ] |
| 5.ª     | Rio de Janeiro      | 2 142 466                                                         | 13,3                                                              | [ 3 ] |
| 6.ª     | Pernambuco          | 1 091 289                                                         | 12,0                                                              | [ 3 ] |
| 7.ª     | Bahia               | 1 370 262                                                         | 9,7                                                               | [ 3 ] |
| 8.ª     | Ceará               | 749 640                                                           | 8,5                                                               | [ 3 ] |
| 9.ª     | Acre                | 68 736                                                            | 8,3                                                               | [ 3 ] |
| 10.ª    | São Paulo           | 3 630 519                                                         | 8,2                                                               | [ 3 ] |
| 11.ª    | Maranhão            | 503 753                                                           | 7,4                                                               | [ 3 ] |
| 12.ª    | Sergipe             | 160 943                                                           | 7,3                                                               | [ 3 ] |
| 13.ª    | Distrito Federal    | 198 779                                                           | 7,1                                                               | [ 3 ] |
| 14.ª    | Piauí               | 199 044                                                           | 6,1                                                               | [ 3 ] |
| 15.ª    | Alagoas             | 177 889                                                           | 5,7                                                               | [ 3 ] |
| 16.ª    | Rio Grande do Norte | 175 241                                                           | 5,3                                                               | [ 3 ] |
| 17.ª    | Paraíba             | 442 100                                                           | 5,3                                                               | [ 3 ] |
| 18.ª    | Rondônia            | 83 295                                                            | 5,3                                                               | [ 3 ] |
| 19.ª    | Paraná              | 442 100                                                           | 3,9                                                               | [ 3 ] |
| 20.ª    | Rio Grande do Sul   | 416 428                                                           | 3,8                                                               | [ 3 ] |
| 21.ª    | Minas Gerais        | 739 932                                                           | 3,6                                                               | [ 3 ] |
| 22.ª    | Tocantins           | 42 322                                                            | 2,8                                                               | [ 3 ] |
| 23.ª    | Roraima             | 16 016                                                            | 2,5                                                               | [ 3 ] |
| 24.ª    | Mato Grosso         | 81 895                                                            | 2,2                                                               | [ 3 ] |
| 25.ª    | Santa Catarina      | 109 227                                                           | 1,4                                                               | [ 3 ] |
| 26.ª    | Goiás               | 94 518                                                            | 1,3                                                               | [ 3 ] |
| 27.ª    | Mato Grosso do Sul  | 16 678                                                            | 0,6                                                               | [ 3 ] |